# Paramonacanthus arabicus
Paramonacanthus arabicus es una especie de peces de la familia Monacanthidae en el orden de los Tetraodontiformes.

## Morfología
Los machos pueden llegar alcanzar los 6,7 cm de longitud total.
- Número de vértebras: 19.[1]

## Hábitat
Es un pez de mar y de clima tropical y demersal que vive entre 1-35 m de profundidad.

## Distribución geográfica
Se encuentra en el Golfo Pérsico.

## Observaciones
Es inofensivo para los humanos.